# يان مابيلا
يان مابيلا (بالفرنسية: Yann Mabella) (22 فبراير 1996 بفرنسا - ) هو لاعب كرة قدم فرنسي في مركز الهجوم. لعب مع نادي نانسي.

## وصلات خارجية
- يان مابيلا على موقع رابطة كرة القدم الفرنسية للمحترفين (الإنجليزية)
- يان مابيلا على موقع قاعدة بيانات كرة القدم.إي يو (الإنجليزية)
- يان مابيلا على موقع ناشيونال فوتبول تيمز (الإنجليزية)
- يان مابيلا على موقع Soccerway.com (الإنجليزية)
- يان مابيلا على موقع AS.com (الإسبانية)